# توماس صالح
توماس صالح أو جيريس حنا صالح (3 مايو 1879 - 28 فبراير 1917)، وُلد جريس حنا صالح، كان لبناني موارني كاهن من نظام الإخوة الكبوشيين الصغار.
انضم صالح إلى الفرنسيسكان في إسطنبول وأكمل فترة الابتداء هناك قبل أن يقطع مهنته في منتصف عام 1900 ورُسم الأوامر المقدسة في الكنيسة الكاثوليكية للكهنوت في أواخر عام 1904. كان يرعى الإرساليات ويعمل مع نظيره ليونارد ملكي؛ كرس نفسه للمدرسة الإرسالية وكان واعظًا مشهورًا. نقل في عام 1910 لكنه طرد في أواخر عام 1914 مرة واحدة الحرب العالمية الأولى وبدأت الإبادة الجماعية الآشورية بدأت. قبض على صالح في عام 1916 بعد الإبادة الجماعية الآشورية. قامت الشرطة بزرع أدلة في الدير لتلفيق التهمة له لإلقاء القبض عليه. لقد تعرض سوء المعاملة في السجن قبل أن يموت من الإرهاق الناتج عن التعذيب بالإضافة إلى المرض الذي أصابه في سجنه. لقد رفض الاستسلام لخاطفيه من أجل التحول إلى الإسلام ورفض التخلي عن إيمانه.
بدأت عملية التطويب لصالح في عام 2005 في بيروت وأصبح يُلقب بـ خادم الله عند بدايتها. البابا فرانسيس حدد في 2020 أن صالح توفي (من مصاعب السجن) وسمح بتطويب صالح. طوب هو ونظيره ليونارد ملكي في 4 يونيو 2022.

## الحياة
ولد توما صالح في بعبدات في 3 أيار (مايو) 1879 وهو الخامس من بين ستة أبناء وقد تعمد خلال الأسبوع الذي سبق حصوله على التثبيت في 19 نوفمبر 1893.
منذ مراهقته، شعر بالانجذاب إلى السمات والمثال الذي أظهره الفرنسيسكان ولكن كان لديه اهتمام خاص بـالكبوشيين؛ طلب الانضمام إليهم وإرسل لأول مرة إلى المؤسسة التعليمية في سانت ستيفن في إسطنبول في 28 أبريل 1895 حيث أمضى فترة الابتداء. كلف الفرنسيسكانية لأول مرة في 2 يوليو 1899. وفي هذه المرحلة أيضًا شعر بالانجذاب للانضمام إلى تبشير بالإنجيل لأنه أعجب بفكرة وعظ وإدارة الأسرار في أماكن مختلفة. أدى صالح مهنته الدينية الأولية في 2 يوليو 1900 وكان ترسيم إلى الكهنوت في 4 ديسمبر 1904 بعد أن أكمل تعليمه الفلسفية علم اللاهوت المسيحي بوكا حيث مارس مهنته الرسمية الدائمة في 2 يوليو 1903. عيين صالح لأول مرة للعمل في البعثات في بلاد ما بين النهرين في ماردين حيث عمل مع صديقه ونظيره ليونارد ملكي حيث كرس نفسه لالمدرسة الإرسالية بعد أن أكمل دراسته النهائية الامتحانات في 23 أبريل 1906. لكنه أصبح أيضًا واعظًا مشهورًا وقدم الأسرار المقدسة للفقراء وأخذه إلى أماكن مختلفة مثل خربوت حيث كان يستمع إلى السر المقدس الكفارة|اعترافات وتعليم الطلاب الذين قدمهم إلى الرتبة الثالثة للقديس فرنسيس التي تعاون معها. لكن في عام 1910 نقل إلى ديار بكر لكنه طُرد من المنطقة بسبب الوضع السياسي الحرج إلى جانب المبشرين الآخرين والراهبات في 22 ديسمبر 1914 مما أجبره على الانتقال إلى أورفا.
لكن اندلاع الحرب العالمية الأولى في عام 1914 أدى إلى تفاقم العنف في الإمبراطورية العثمانية في عام 1915 والذي أدى إلى موجة من الإبادة الجماعية. أصبح الاضطهاد ضد المسيحيين أكثر انتشارًا وأدى إلى الترحيل الجماعي والإبادة حيث قاد المئات إلى وفاتهم وبعضهم دون محاكمة. حتى مناشدات البابا بنديكتوس الخامس عشر لم تكن قادرة على ردع عمليات الترحيل والقتل هذه واضطرت الكنيسة إلى القيام بلفتات سرية لإنقاذ الناس من المخاطر. كان يعلم المخاطر التي تنطوي عليها دعوته الرسولية. واستمر في الوعظ والاهتمام بالفقراء على الرغم من مضايقات الشرطة والعديد من المجازر في المناطق المحيطة؛ اختبأ في وقت ما في دير مع كاهن أرمني لكنه لم يتمكن من إيقاف اعتقال ذلك الكاهن في 24 سبتمبر 1916. هذا الاعتقال جعل الشرطة تشك في صالح وقررت مراقبته. علم صالح أن صديقه ليونارد ملكي قُتل في يونيو 1915 بعد توجيه اتهامات باطلة إليه. أظهرت الشرطة مشاعر قوية معادية للدين وأصبحت مصممة على اعتقال صالح مع مرور الوقت. أدى ذلك إلى قيام الشرطة بتفتيش الدير واكتشفت مسدس صغير كانت الشرطة قد زرعتها هناك من أجل القيام باعتقال مبرر. أدى هذا إلى اعتقال صالح في 4 يناير 1917 حيث تعرض سوء المعاملة في السجن وحبس مع سجناء مصابين لدرجة أنه أصيب بـ التيفوس مما أدى إلى تدهور صحته الضعيفة أكثر.

## الوفاه
توفي صالح متأثراً بمرضه والإرهاق من التعذيب الذي تعرض له في 28 فبراير 1917 في كهرمان مرعش. وقد تدهورت حالته بسبب عوامل أخرى مثل نقله إلى سجون مختلفة وإجباره على تحمل عدة مسيرات الموت مع السجناء الآخرين. وشهدت الفترة التي قضاها في السجن محاولة آسرى جعل صالح يتخلى عن دينه والتحول إلى الإسلام وهو ما رفضه. أدى موته الوحشي إلى قتله آسرى بضربات سيف وفأس وإلقاء بقاياه في بئر وكهف.

قال ذلك أثناء سجنه وفي اللحظات التي أدت إلى وفاته: 
"إنني على ثقة كاملة بالله ولا أخاف من الموت". وحث رفاقه في لحظاته الأخيرة على الثقة في الله وطلب من يسوع من خلال الإفخارستيا أن يتحمل آلام المضطهدين.

## التطويب
افتتحت عملية الأبرشية في 17 فبراير 2007 وأغلقت في 28 أكتوبر 2009. وقد صدق مجمع قضايا القديسين على أن العملية تمتثل لإجراءاتها في 1 أكتوبر 2012 واستلم الملف الرسمي من الأبرشية في عام 2017 للتحقيق.
وقع البابا فرانسيس مرسومًا في 27 أكتوبر 2020 ينص على أن صالح توفي ("من مصاعب السجن") ويمكن تطويبه. طوب في 4 حزيران 2022 في دير الصليب في بقنايا على يد الكاردينال مارسيلو سيميرارو يترأس الطقوس نيابة عن البابا.

## أنظر أيضاً
- عامر الفايز
- لين م. هيلتون
- ريم أبو دلبوح
- مقتل رامي عياد

## روابط خارجية
- دائرة سير القديسين
- مجمع قضايا القديسين
- سانتي إي بيتي
- الـ961
- وكالة فيدس

1. ↑  مصادر مختلفة تشير إلى أنه تم القبض عليه وأقرانه بتهمة إخفاء قس أرمني وكان بحوزتهم سلاح وهو اتهام كاذب.
2. ↑  Different sources suggest that Saleh died on 17 or 18 January 1917.